# Gustav Klimt
Gustav Klimt (Baumgarten, em Viena, 14 de julho de 1862 - Viena, 6 de fevereiro de 1918) foi um pintor simbolista austríaco. Em 1876, estudou desenho ornamental na Escola de Artes Decorativas. Associado ao simbolismo, destacou-se dentro do movimento art nouveau austríaco e foi um dos fundadores do movimento da Secessão de Viena, que recusava a tradição académica nas artes, e do seu jornal, Ver Sacrum. Klimt foi também membro honorário das universidades de Universidade de Munique e Viena. Os seus maiores trabalhos incluem pinturas, murais, esboços e outros objetos de arte, muitos dos quais estão em exposição na Galeria da Secessão de Viena.

## Biografia
Klimt foi o segundo dos sete filhos de Ernst Klimt (1832-1892), gravador de profissão, pertencente a uma família de agricultores da Boêmia, e de Anna (Flinster) Klimt (1836-1915), natural de Viena. Seus irmãos eram Klara (1860-1937), Ernst (1864-1892), Hermine (1865-1938), Georg (1867-1931), Anna (1869-1874) e Johanna (1873-1950).

### Formação
Após concluir os estudos na "Escola Primária do VII bairro vienense", Klimt é admitido, aos 14 anos, na "Escola das Artes Decorativas", ligada ao "Museu Austríaco Imperial e Real de Arte e Indústria de Viena", onde foi aluno de Michael Rieser, Ludwig Minnigerode e Karl Hrachowina. Klimt adquiriu a prática de desenho ornamental, além de cursos sobre a teoria de projeções, perspectiva, teoria do estilo e outros temas que acompanhavam as aulas práticas. Em seguida, frequentou a aula especializada de pintura de Ferdinand Laufberger e, após a morte deste (1881), a de Julius Vicktor Berger, ligado a Hans Makart. Dois dos irmãos de Klimt, Ernst e Georg, realizaram trabalhos para ele e também se formaram na Escola de Artes Decorativas. A formação na pintura e no desenho a partir do "original histórico" e dos "métodos de cópias naturalistas" constituíam, até então, a base do curso. O trabalho de admissão de Klimt na Escola de Artes Decorativas foi um desenho segundo um molde de gesso de uma cabeça feminina da Antiguidade.

### Carreira

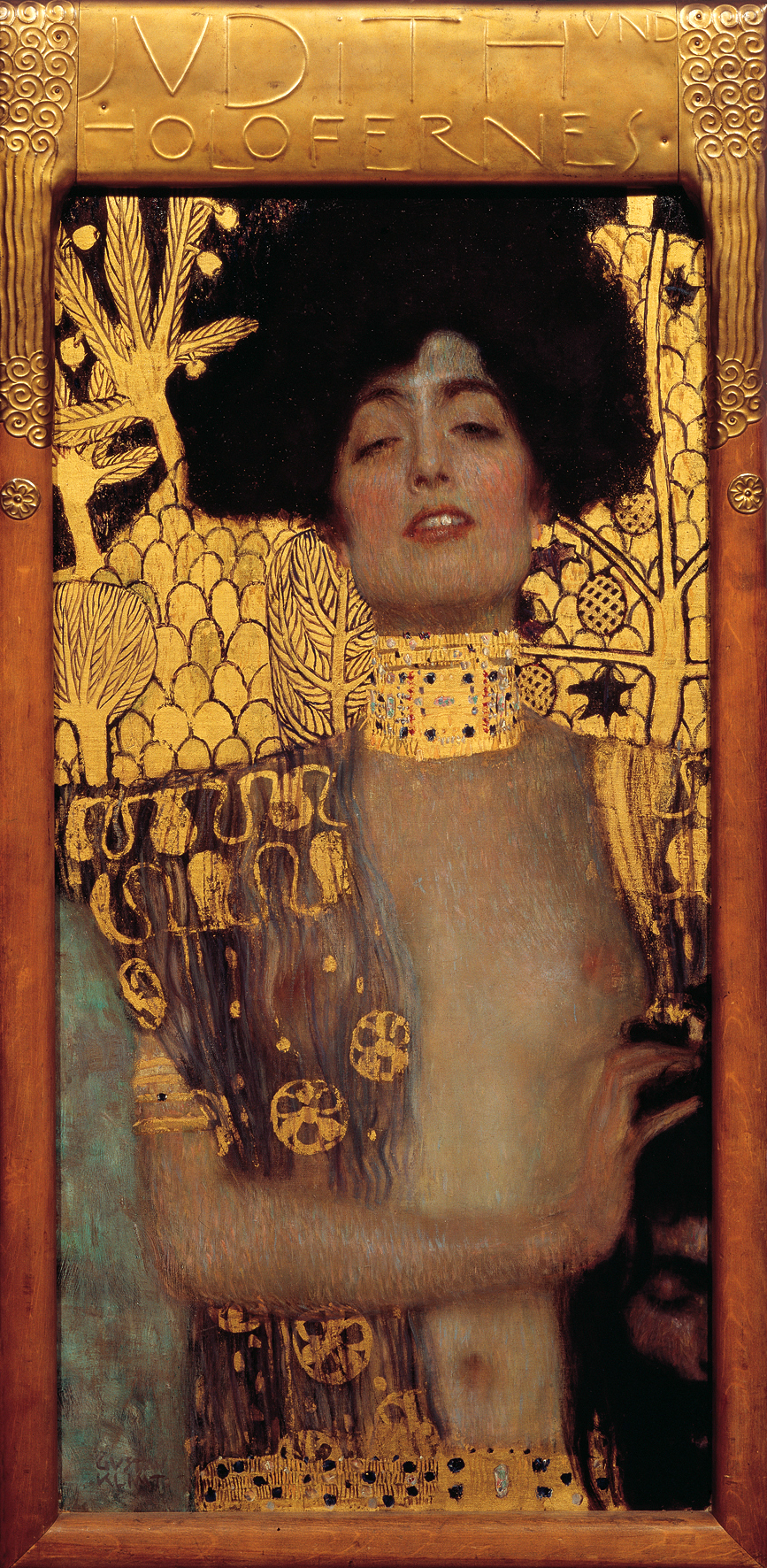
Judith I, pintura sobre o relato bíblico em que Judith corta a cabeça de Holofernes

Klimt foi o único aluno da Escola das Artes Decorativas no século XIX que conseguiu dar início a uma grande carreira artística, impulsionado pelos seus professores e pelo diretor do Museu, Rudolf von Eitelberger. Michael Rieser utilizou seus serviços, bem como o de Franz Matsch (1861-1942) e do seu irmão Ernst, para os vitrais da "Igreja Votiva" – o primeiro grande edifício da Ringstraße. Klimt, Ernst e Matsch fundaram a Künstlercompagnie (Companhia dos Artistas), aproveitando-se do boom da construção. Através da empresa Fellner und Hellmer, especializada na construção de teatros, a Companhia dos Artistas conseguiu trabalhos.
Mesmo depois de formados, Klimt, Ernst e Matsch, continuaram ligados à Escola. Uma carta dos três dirigida ao diretor do Museu (1884) reforça o desejo de serem contratados para grandes empreendimentos (demonstração de que Klimt tentou afirmar-se no mundo da arte historicista), principalmente na sua cidade natal:
| “ | (...) Os trabalhos que até agora realizamos foram... na sua maioria, para a província e o estrangeiro; o nosso maior desejo seria, por conseguinte, executar um trabalho importante na nossa cidade natal e teríamos talvez agora a oportunidade, visto que as novas construções monumentais de Viena se aproximam do seu termo. De certo, a sua decoração pictórica vai ser exclusivamente atribuída segundo as partes mais importantes, ocupando, consequentemente, apenas os melhores artistas (...). | ” |

O desejo de trabalhar na Ringstraße foi realizado (1886-1888). A Companhia trabalhou em quadros de tetos das escadarias do Teatro Imperial. Na época, Klimt criou os quadros A Carroça de Téspis, O Teatro do Globo em Londres, O Altar de Dionísio, O Teatro de Taormina e O Altar de Vênus. A decoração das imponentes escadarias do Museu da História da Arte, estava destinada a Hans Makart. Com a sua morte, a Companhia dos Artistas foi contratada para a conclusão: pintura dos quadros dos cantos e dos intercolúnios (espaços de pintura entre as colunas).
As duas obras – a segunda, inicialmente destinada a Hans Makart, deveria se manter fiel ao modelo histórico – confrontaram Klimt com o "otimismo e a crença no progresso da burguesia liberal". Klimt colaborou com a decoração do Teatro Imperial e, também sob encomenda, fez o seu retrato. Em 1887, a Companhia é contratada pela Câmara Municipal de Viena para pintar o interior do antigo Teatro Imperial. Ao final dos trabalhos, Klimt é premiado com a "Cruz de Mérito de Ouro" (1888), pelos seus trabalhos nas escadarias do Teatro Imperial. Foi um momento importante para Klimt. O quadro contribuiu para a obtenção do reconhecimento da sociedade vienense, sem, entretanto, seduzir Klimt a alinhar-se com a elite cultural que se intitulava pouco antes da virada do século como a verdadeira responsável pelo progresso material e cultural (otimismo cultural da burguesia liberal).

### Os quadros das Faculdades
Em 1883, com a inauguração do novo edifício da Universidade de Viena, encomendou-se a Gustav Klimt uma série de painéis que descrevessem o triunfo da luz sobre as trevas. Os afrescos deveriam ser alusivos às quatro faculdades: Teologia, Filosofia, Medicina e Jurisprudência. O primeiro painel, representando a Filosofia, foi de certa forma um choque. Em vez da descrição da Escola de Atenas, Platão ou Aristóteles, Klimt, influenciado por Schopenhauer, representa o mundo como Vontade, em que os seres vagueiam.
Em 1894, famoso como decorador de grandes edifícios culturais na Ringstraße, Klimt, junto com Matsch, foi encarregado pelo ministro da Educação, von Hartel, de criar os quadros para representar as alegorias das faculdades no salão nobre da universidade reconstruída na Ringstraße. Os quadros confiados a Klimt foram: A Medicina, A Filosofia e A Jurisprudência. Klimt rejeitou o tema desejado para os quadros - "A Vitória da Luz sobre a Obscuridade". Rejeitou a "glorificação das ciências racionais", diferindo, nas três composições, da "pintura histórica" de que ele próprio havia participado anos antes. Coincidentemente, era o início da Secessão e os esboços, que iam sendo expostos na Associação dos Artistas, provocaram um conflito que durou alguns anos. Carl Schorske analisou o "drama dos quadros projetados por Klimt como uma crise do eu liberal do artista no seio da crise do liberalismo".
A arte de Klimt não pretendia representar o papel racional e otimista da ciência universitária. Membros da faculdade colocaram-se contra os seus esquissos. A princípio, o ministro von Hartel ignorou a reação - protestos dos professores e ataques da imprensa conservadora - porém, a apresentação do projeto de Klimt para o segundo quadro (A Medicina) na "10ª Exposição da Secessão" (1901) reavivou a discussão. A ciência médica não estava ali representada segundo a corporação dos médicos. Nesta fase, Klimt revela a relação existente entre a cultura patriarcal e o elemento feminino, expõe a sua concepção do mundo como "... um protesto, uma contradição do passado, mas também como um projecto do futuro, de uma nova cultura feminina." Juntamente com a corporação dos médicos, os meios estéticos dirigiam, aos quadros de Klimt, maldosas críticas contra a representação do nu, chegando a provocar o confisco de um número do Ver Sacrum, onde um projeto de A Medicina tinha sido publicado.
O Ministério Público não viu razão para perseguir judicialmente a representação do nu, mas a reação pública com a exposição de A Medicina incomodou o "conselho imperial", que pretendia utilizar a arte como estratégia política. O ministro da educação, von Hartel, "protetor da Secessão", viu-se obrigado a justificar a encomenda do Estado e "... parece ter-se verdadeiramente convencido dessa responsabilidade." A nomeação de Klimt para o cargo de professor na Academia das Artes Decorativas é recusada pela primeira vez. Carl Emil Schorske reputa a recusa à aparência agressiva do terceiro quadro, A Jurisprudência, sobretudo a partir das alterações que Klimt efetuou entre os esquissos e a versão definitiva.
Klimt não pode expor A Jurisprudência na Exposição Universal de Saint-Louis (1904) e entendia que a forma de exposição e expressão artísticas não deveriam sofrer imposições. De fato, decide rescindir o contrato de "Os Quadros das Faculdades" (1905). Devolve os honorários ao Estado, readquire os esquissos, sai do "grupo Klimt" da Secessão e vai a Berlim para participar na exposição da "Aliança dos Artistas Alemães". Aí, recebe o "Prémio Villa Romana". Os quadros A Medicina, A Filosofia e A Jurisprudência foram retomados à força pelo Estado e, por fim, foram queimados na Baixa Áustria em maio de 1945 no Castelo de Immendorf, que foi incendiado pelas tropas SS em retirada.

### Fase Histórico-Realista
A obra de Klimt passa por fases diferentes: a primeira é marcada por um caráter histórico-realista, sendo também associada à dualidade de Viena (realidade e ilusão). Desta época, datam os desenhos para as alegorias "A Escultura" e "A Tragédia" (1896 e 1897).

### O friso Stoclet e o auge do período dourado

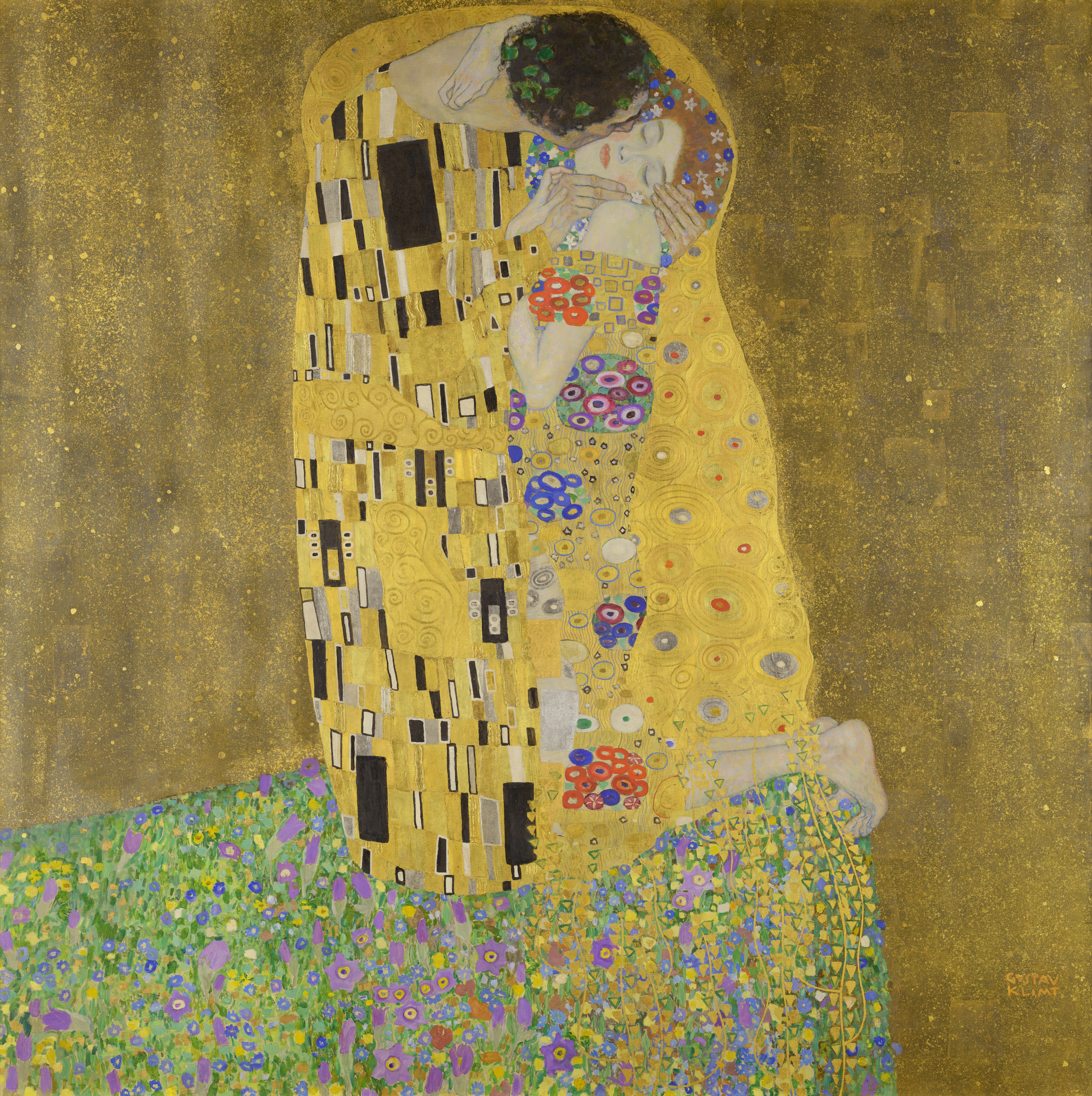
O beijo (ou Der Kuss no original em alemão) (1907-08).

A sua última grande pintura mural é o Friso Stoclet (1905 a 1909). Adolphe Stoclet, um magnata belga a viver em Viena com a mulher, mandou construir um palácio, deixando-o a cargo do Wiener Werkstatte ("Ateliê Vienense"), no qual se destacavam o arquiteto Josef Hoffmann e Klimt. É aqui que o pintor experimenta uma mudança no estilo; surgem os motivos geométricos repetidos, deixando aparecer apenas algumas partes essenciais realistas que permitem o seu entendimento. Aqui, é usada uma cobertura ao estilo bizantino bastante cerrada, como mosaicos, onde o realismo e a abstração se confrontam.
Em "O beijo" (1907/08), ou "Der Kuss" no original em alemão, baseado em si mesmo e na sua amante Emilie, a mulher fatal aparece submissa, comunica uma sexualidade latente. "O Beijo" constitui o auge do período dourado e torna-se o emblema da Secessão.
Em "Dánae" (1907/08), a sua provocação afirma-se de modo mais óbvio. Junto à figura da mulher ruiva adormecida, surge aquilo que muitos interpretam como uma torrente de moedas de ouro e espermatozoides. A lenda de Dânae, amada por Zeus na forma de uma chuva dourada, foi transformada em tema de pintura por vários artistas da história da arte. O tema mitológico tem, em Klimt, a representação da procriação - origem do mito Perseu - captada como um instante eterno, sagrado e superior.
Em Danae, Klimt projetou uma feminilidade pensada de forma autônoma, descrita mergulhada e absorta em si, entregue às suas energias instintivas. Nessa medida, Danae é um "ícone do narcisismo feminino", de tal forma preocupada com ela própria que exclui qualquer outro objeto de amor para além do seu próprio corpo. Isto é, o princípio masculino não se encontra patente (como o é em Leda - simbolicamente codificado sob a forma do pescoço e da cabeça do cisne negro). Em Danae, ele reduz-se ao símbolo abstrato de "um retângulo negro no rio de ouro" - um ornamento entre os ornamentos.

### O fim do período dourado
Na primeira década do século XX o expressionismo faz com que o estilo dourado de Klimt deixe de ser usado. Em 1909 Klimt parte para Paris onde toma contacto com as obras de Toulouse-Lautrec e com o fauvismo. A partir de então, Klimt passa a usar cenários menos elaborados, deixando de lado os motivos geométricos e a sumptuosidade do ouro. Nesta fase, pinta O Chapéu de Plumas Negras (1910); A Vida e a Morte (1916); e A Virgem (1913). Surgem, também, pinturas de jardins, paisagens campestres e do Castelo Kammer, que refletem as influências do cubismo que surgia então. Há a inclusão de elementos naturais (a água, a vegetação), bem como de construções.

### Arte erótica

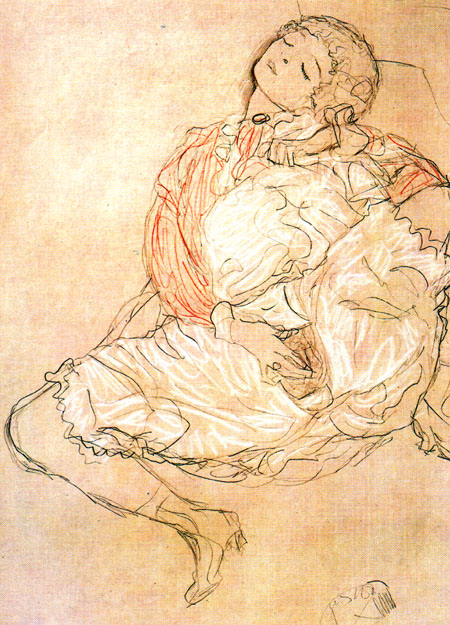
Mulher sentada de coxas abertas, desenho de 1913.

As últimas obras de Klimt voltam-se para um lado mais erótico, claramente assumido. No seu ateliê, passeiam sempre algumas modelos nuas que ele observa e vai desenhando. Daí, resultam mais de 3 000 desenhos. Disso são exemplos os desenhos das suas modelos em poses e atitudes mais íntimas: "Mulher sentada com as coxas abertas", "Adão e Eva", "A Noiva"” e "Masturbação feminina ".
Na época, acusaram Klimt em Ornamentação e Crime do seu exagero erótico. Para Klimt, a ornamentação enriquece o real.

### Os últimos anos
Com a morte da sua mãe em 1915, também a sua paleta se torna mais sombria, e as paisagens tendem para a monocromia. Em 1916, participa na exposição da Associação de Artistas Austríacos (Bund Österreichischer Kunstler) na Secessão de Berlim com Egon Shiele, Kokoschka e Anton Faistauer. Klimt morreu a 6 de fevereiro de 1918 de apoplexia, uns meses antes do colapso do Império Austro-Húngaro, e foi enterrado no Cemitério de Hietzing (Viena). Deixou uma série de obras inacabadas, entre elas "Adão e Eva", "O retrato de Johanna Staude" e "A noiva".

## Leilões
- O Retrato de Gertrud Loew, um óleo pintado em 1902 por Klimt foi vendido por 34,8 milhões de euros em 24 de junho de 2015 em Londres, num leilão da Sotheby’s. Gertrud Loew era a filha de 19 anos de Anton Loew, médico que dirigia um sanatório privado em Viena cujos clientes incluíram o próprio Klimt, além do compositor Gustav Mahler e do filósofo Ludwig Wittgenstein. A pintura tinha sido encomendada no ano anterior ao breve primeiro casamento de Gertrud. Em 1939, com a invasão da Áustria pelos nazistas e a perseguição aos judeus, Gertrud parte para os Estados Unidos, confiando a pintura de Klimt e outras obras de arte a um amigo. A colecção acabou por ser vendida. Depois da II Guerra Mundial, um filho de Klimt, Gustav Ucicky comprou Retrato de Gertrud Loew. Quando morreu, em 1961, a pintura foi deixada à sua viúva, Ursula, que criou a Fundação Klimt em Viena. A pintura chegou ao mercado em 2014 a família de Klimt e os herdeiros de Gertrud Loew resolverem uma disputa sobre os direitos de propriedade do quadro. Os dois campos concordaram em dividir o valor obtido no leilão.[5]

- Bauerngärten (Paisagem campestre), uma tela de 1907, foi vendida na Sotheby’s de Londres por 56 milhões de euros (48 milhões de libras) em 1 de março de 2017.[6]

- Dame mit Fächer (Dama com leque), pintado em 1918, foi leiloado em Londres em 27 de junho de 2023. A estimativa de pré-venda era de cerca de £ 65 milhões (US$ 80 milhões).[7] Foi leiloado pela Sotheby’s por 85.3 milhões de libras, tornando-se a peça de arte mais cara leiloada na Europa.[8]